# Туранський Дем'ян Олексійович
Туранський Дем'ян Олексійович (1697 — раніше 1771) — представник глухівської старшинської династії Туранських, Глухівський городовий отаман (1732—1740 рр.), Глухівський сотник у 1740—1760 роках, значний військовий товариш, бунчуковий товариш.

## Навчання
В 1716 році закінчив Києво-Могилянську академію.

## Служба
З 1718 році почав службу значним військовим товаришем. Був у Дербентському поході на Каспій у 1721 році та брав участь у будівництві Ладоги. На будівництві Ладозького каналу з 10 тисяч козаків, загинула третина, а в Дербентському поході — з 6790 козаків загинуло 5183 особи або 76 %.
Потім до 1732 року служив бунчуковим товаришем. Присягав у Глухові разом з гетьманом і генеральною старшиною.

## Глухівський період
В 1732 році Дем'яна Туранського обирають Глухівським городовим отаманом. На цій посаді він працює безперервно до 1740 році.
Потім двадцять років (з 1740 по 1760 рр.) обіймає уряд глухівського сотника.

## Родина
Його батько Туранський Олексій Михайлович (? — 1716) обіймав посаду глухівського сотника у 1699—1709 роках.
Дем'ян Олексійович був тричі одружений. В 1729 році на рідній племінниці Савич Меланії Василівні (бл. 1711—1735). У них народились дві доньки. В 1729 році — Дем'янівна Грива та в 1730 р. — Марія Кониська. Однак в 1735 році його перша дружина помирає.
Цього ж року він одружується на Уляні Кандибівні (бл. 1720 — ?). У другому шлюбу було двоє дітей — Анастасія Дараган (1738 — ?) та Микола (1740 — ?).
Однак, через 13 років він бере третій шлюб з вдовою Шишкевича — донькою священика Ганною Прохорівною Миткевич.